# سامية أحمد (مغنية)
سامية أحمد غويرگات الشهيرة بـسامية أحمد؛ مطربة وفنانة مغربية من مواليد مدينة آسفي،  تشتهر باللون الغنائي التراثي وكان لها العديد من الجولات والمهرجانات، وصدر لها ألبوم تحت عنوان «تحية».

## حياتها
ولدت في مدينة آسفي، عشقت الغناء منذ طفولتها فدرست الموسيقى والغناء إلى إن التقت بالموسيقار المغربي الراحل «سعيد الشرايبي» الذي لحن معظم أغانيها من الثراث الأندلسي والغرناطي.

## أعمالها الفنية
وقد سجلت الفنانة سامية أحمد مجموعة من أغاني التراث العربي الأندلسي بشكل يقربه من أذن المستمع الشـاب ويـمد الجسور مع الثقافة الغربية مثل ” أنا قد كان لي خليل”، ” يا رشا الفتان”، “مرفرف الدلال” “حرمت بك نعاسي” … سعيا منها لإيجاد خيط رفيع بين ما هو عربي وغربي واعتبارا منها أن الفن تجربة إنسانية لا تعترف بالحدود والسياج بل تؤمن بتلاقح الأفكار وتفاعل الثقافات.
تشاء الصدف أن يصل صوت سامية أحمد إلى أذن موسيقار لا يخطئ سمعه الصوت الرنان والمعبر والمحترم لقوانين الصنعة في الغناء إنه الأستاذ سعيد الشرايبي حيث كان لسامية معه تجربة فنية وحفلات عدة لاقت نجاحا داخل المغرب وخارجه.
تحية هو إذن عنوان الألبوم الذي يجمعها من جديد بألحان الفنان الكبير سعيد الشرايبي والذي يضم أغـاني جديدة ومنوعة تظهر مقدرات صوتها ورؤيتها الفنية'
صدرت لها أغنية مصورة بطريقة الفيديو كليب بعنوان "أنى أضيع عهدك  من ألحان الموسيقار الراحل سعيد الشرايبي وتكريما له، بحيث شاركها في أداء دور الشرايبي، الفنان والممثل المغربي محمد الشوبي.